# Air Latak
Air Latak is een bestuurslaag in het regentschap Seluma van de provincie Bengkulu, Indonesië. Air Latak telt 560 inwoners (volkstelling 2010).